# Sociedade Brasileira de Eubiose

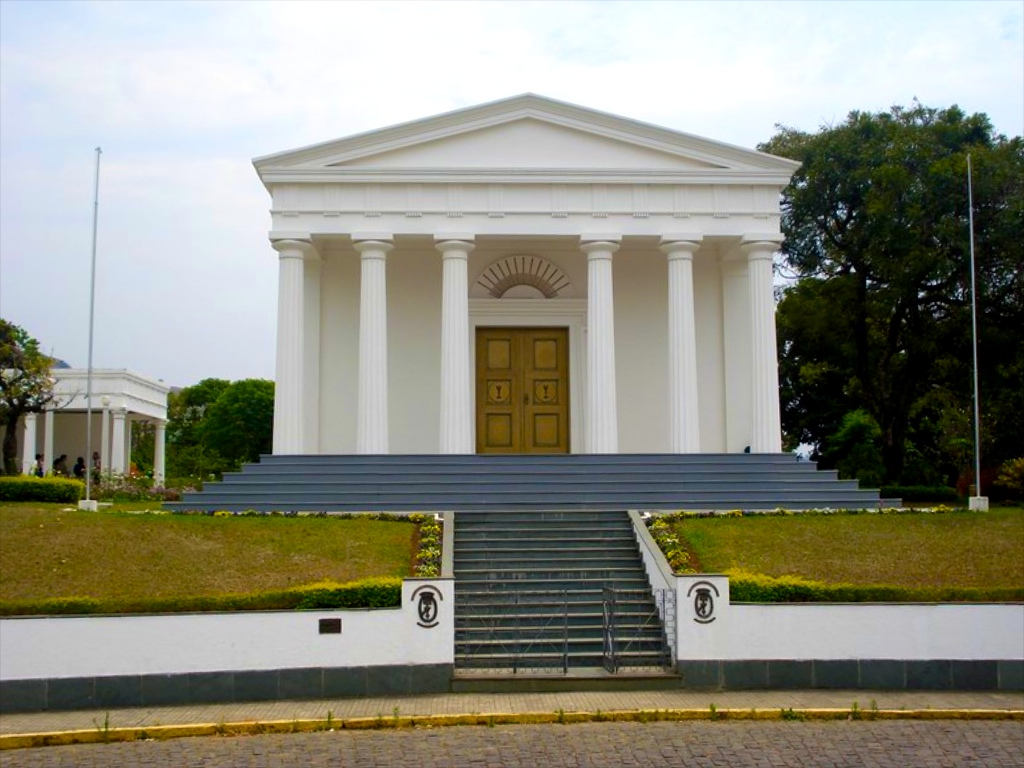
Templo da Eubiose em São Lourenço.

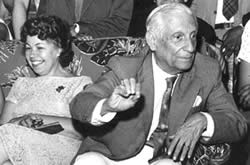
Helena Jefferson de Souza e Henrique José de Souza.

A Sociedade Brasileira de Eubiose é uma sociedade fundada por Henrique José de Souza (1883-1963), apoiado por sua esposa Helena Jefferson de Souza (1906-2000), em São Lourenço, no ano de 1921. Seu conhecimento é uma síntese de Filosofia, Religião e Ciência. Publicamente, a Eubiose é conhecida como uma sociedade de Esoterismo, Teosofia e Ocultismo, e seus integrantes são chamados de eubiotas.

## Eubiose
Eubiose [do gr. eu (bem, bom) + bios + osis (modo de viver)] é um neologismo criado e difundido pela Sociedade Brasileira de Eubiose, outrora Sociedade Teosófica Brasileira. Seu significado, embora muito abrangente, se relaciona com o processo de evolução humana, entendido como transformação de energia em consciência. Tal processo, longe de se identificar com as religiões dogmáticas, aponta no caminho de uma construção crítica do autoconhecimento. Trabalhando, portanto, para além dos estudos de religiões comparadas, a Sociedade Brasileira de Eubiose apresenta manancial próprio de saberes que segue do conhecimento sobre a natureza oculta do corpo humano às visões sobre a cosmogênese. Palestras públicas, livros e textos, seminários, iogas. Os ensinamentos contidos na doutrina eubiótica apontam na direção não apenas do crescimento individual mas do crescimento coletivo.

## História
Em 1921, foi lançada a pedra fundamental do movimento eubiótico no Brasil. Sua fundação material, como Dhâranâ Sociedade Mental Espiritualista, no entanto, remete a 1924, quando em Niterói foram firmados os seus estatutos sociais. Com um trabalho então muito próximo ao do budismo esotérico, Dhâranâ ergueu as bases para o que viria a se tornar a Sociedade Teosófica Brasileira, nome assumido em 8 de maio de 1928. Em 28 de setembro de 1969 passou a chamar-se Sociedade Brasileira de Eubiose.

## Localização
Com templos erguidos em três cidades brasileiras, –  São Lourenço, Ilha de Itaparica-Vera Cruz e Nova Xavantina  –, a Sociedade Brasileira de Eubiose conta ainda com departamentos em diversas cidades dentro e fora do Brasil, nos quais é possível entrar em contato com outros discípulos, apreender iogas individuais e coletivas, e ainda ler e pesquisar sobre o material legado por seus mestres e instrutores.
Os departamentos assumem a função de verdadeiros colégios iniciáticos, em que é possível debater e confrontar ideias. Os templos, por sua vez, – um deles em forma de obelisco e os demais concebidos em uma arquitetura clássica helênica – são os centros do movimento eubiótico.